# Målerås
Pour les articles homonymes, voir Maleras (homonymie).
Målerås est une localité de Suède dans la commune de Nybro située dans le comté de Kalmar.
Sa population était de 197 habitants en 2019.